# Cyanea (planta)
- Commons
- Wikispecies

Cyanea é um gênero botânico pertencente à família Campanulaceae.

## Espécies

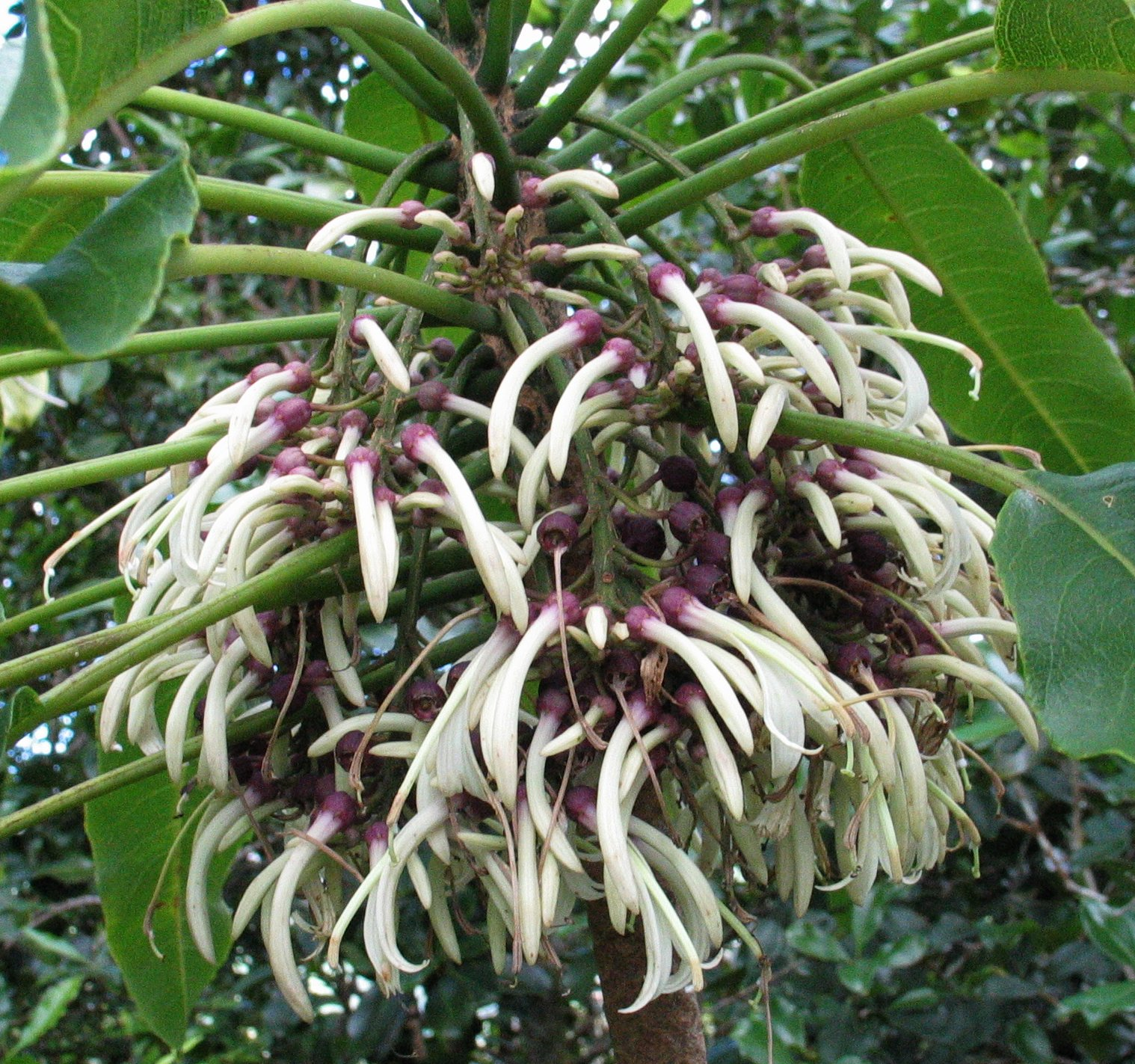
Cyanea angustifolia

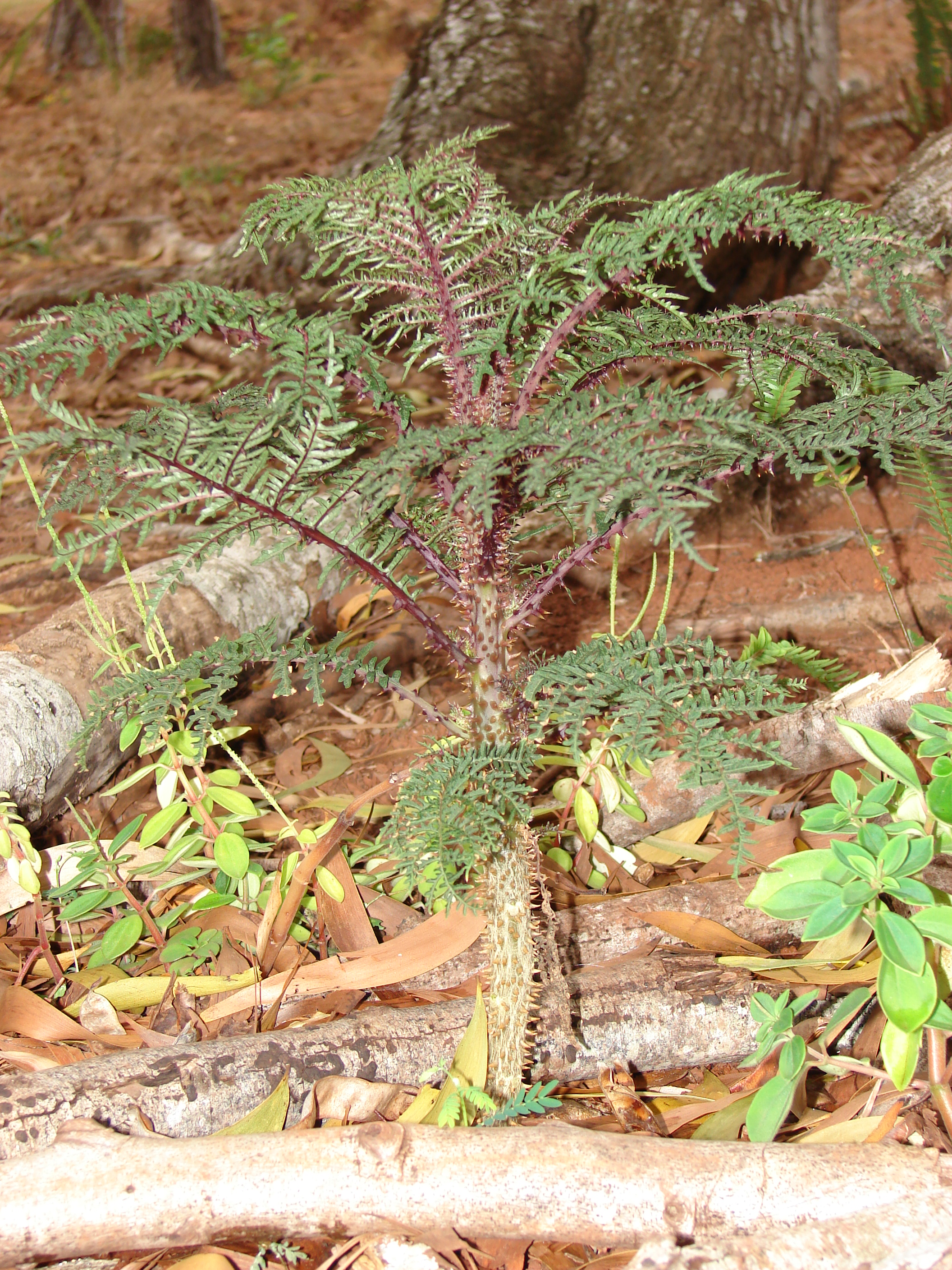
Cyanea duvalliorum

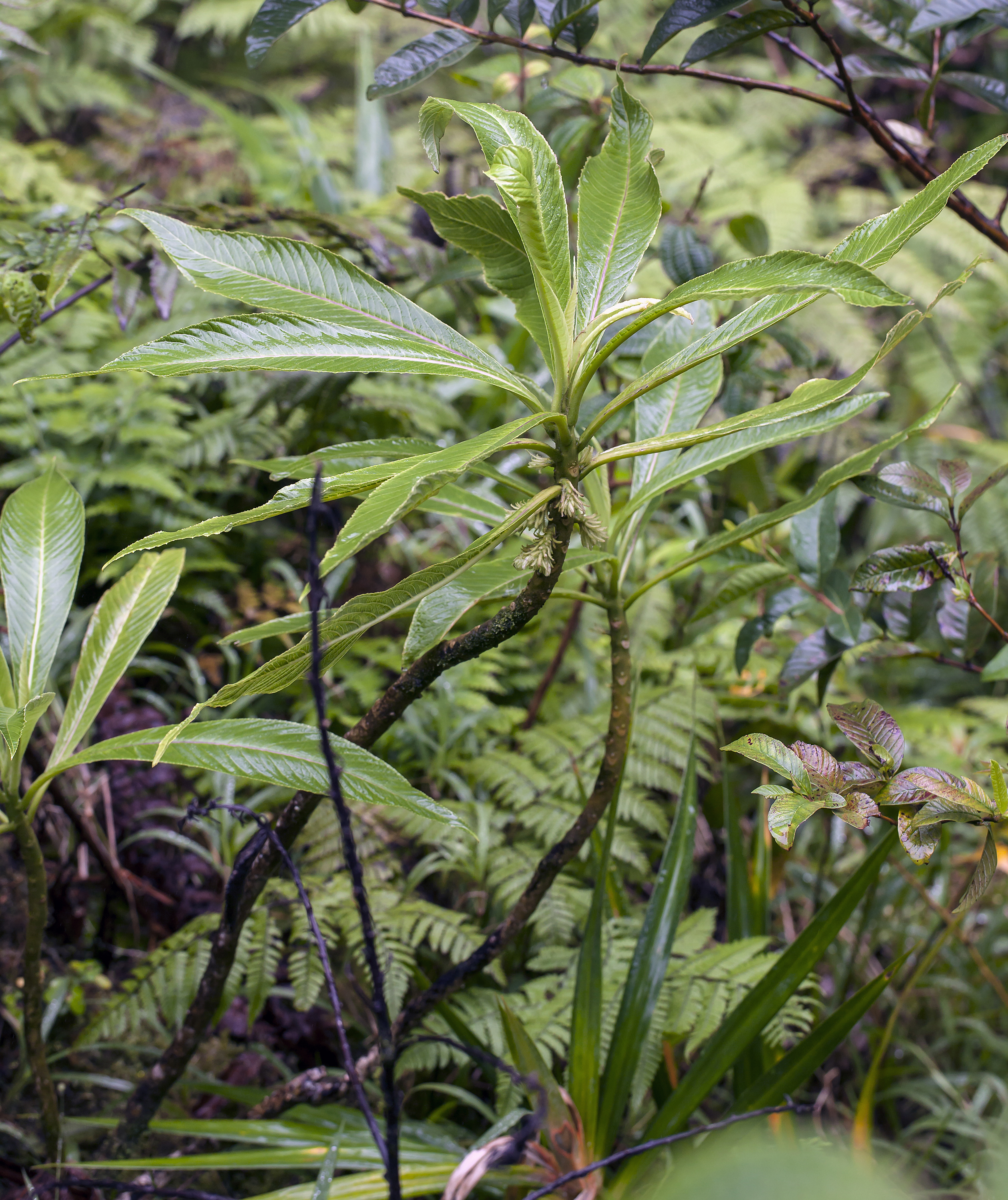
Cyanea fissa

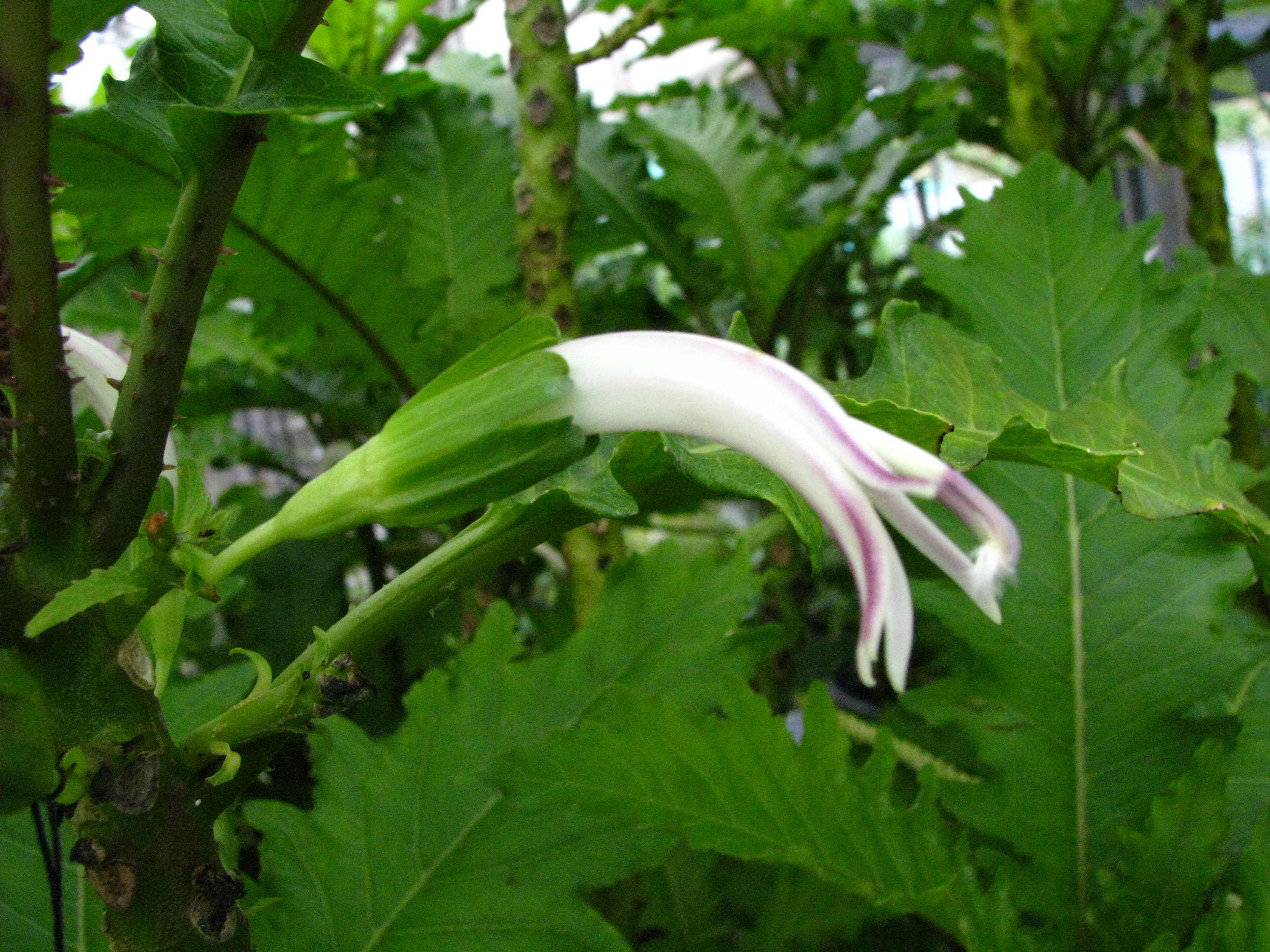
Cyanea lobata

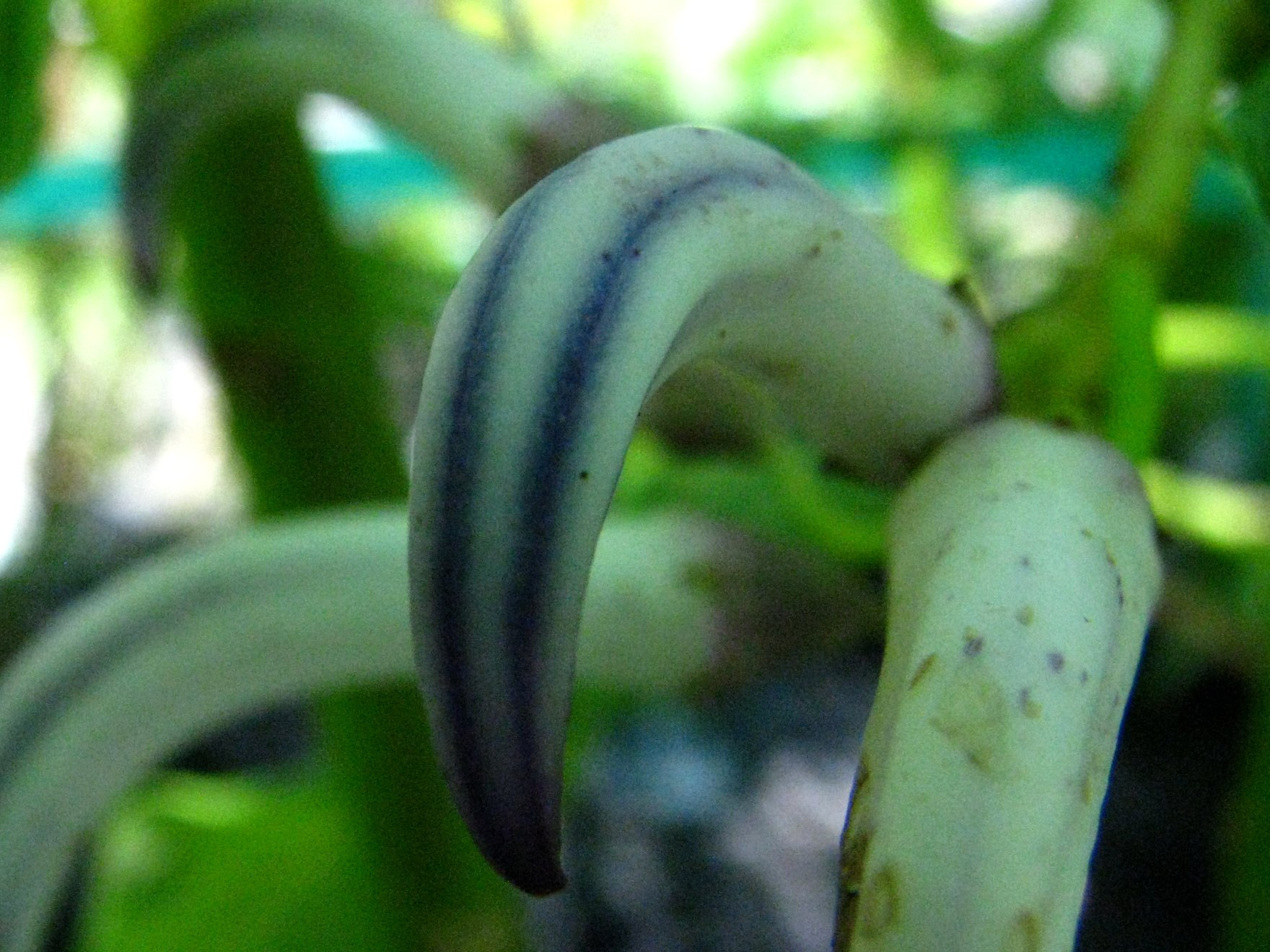
Cyanea rivularis

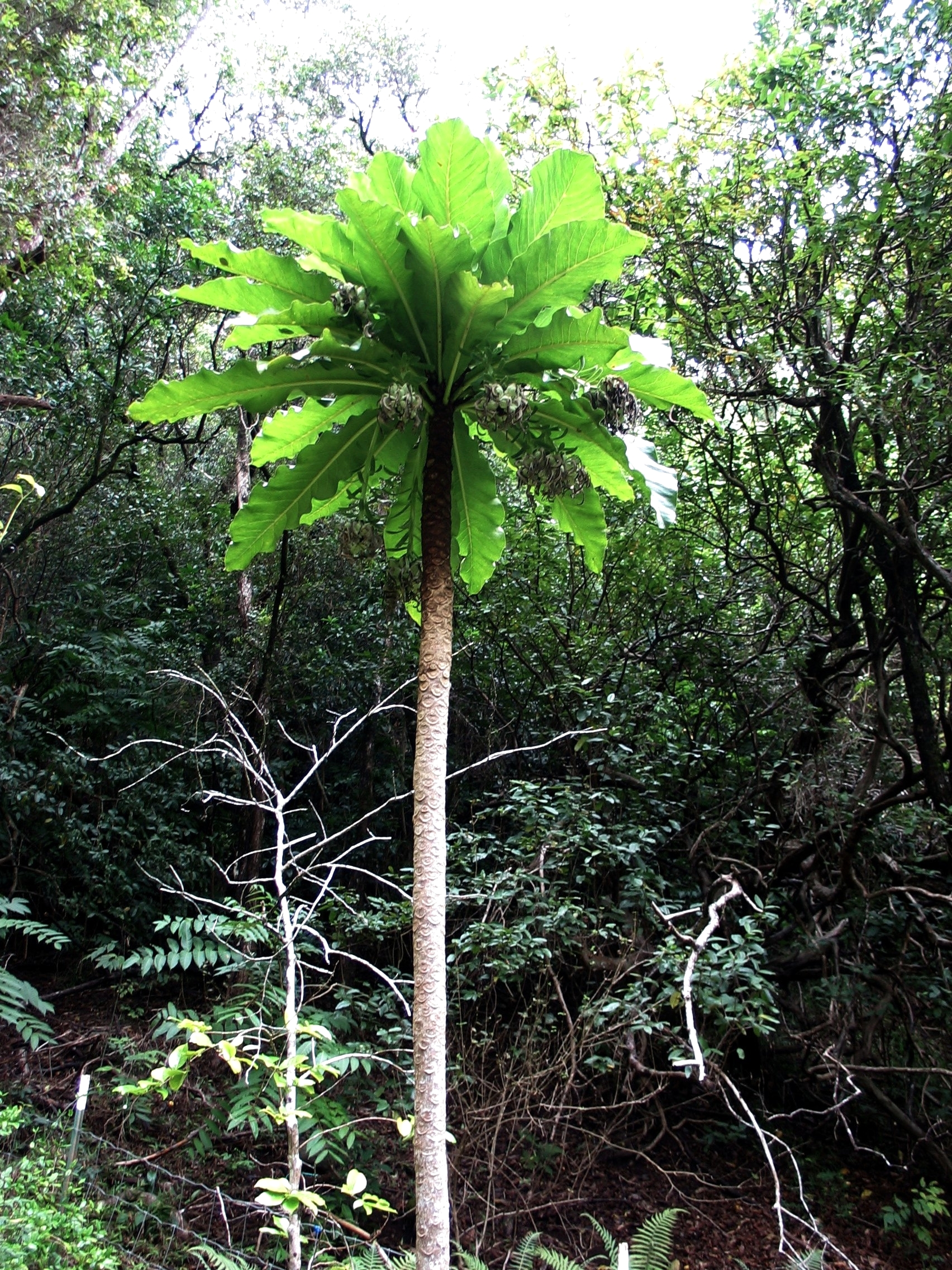
Cyanea superba

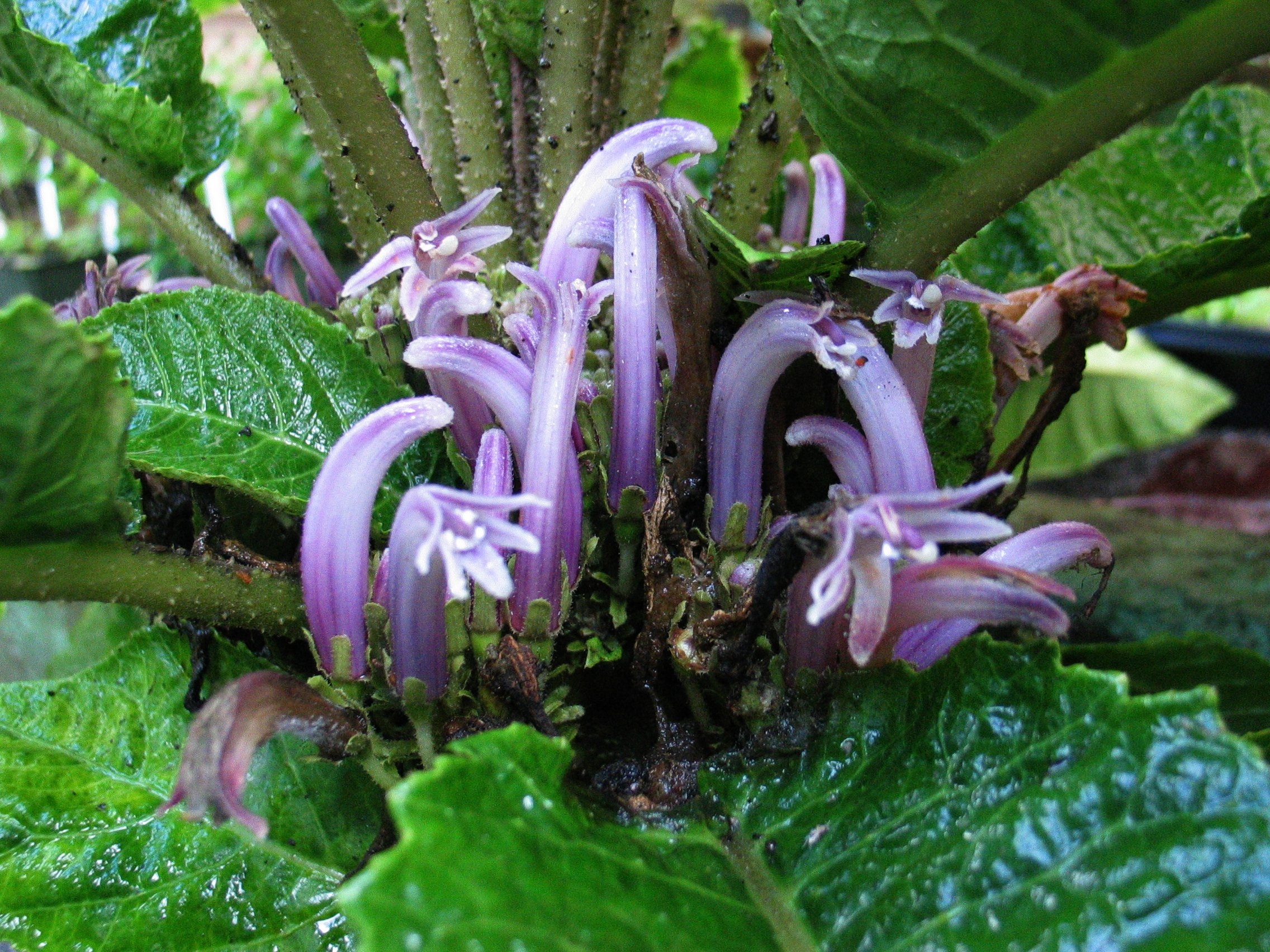
Cyanea truncata

Existem cerca de 78 espécies no gênero. Species include:
- Cyanea aculeatiflora
- Cyanea acuminata
- Cyanea angustifolia[4] ʻaku,[5]
- Cyanea arborea
- Cyanea asarifolia
- Cyanea aspleniifolia
- Cyanea calycina
- Cyanea comata
- Cyanea copelandii
- Cyanea coriacea
- Cyanea crispa
- Cyanea cylindrocalyx
- Cyanea dolichopoda
- Cyanea dunbariae
- Cyanea duvalliorum
- Cyanea eleeleensis
- Cyanea elliptica
- Cyanea fissa
- Cyanea floribunda
- Cyanea giffardii
- Cyanea gibsonii
- Cyanea glabra
- Cyanea grimesiana
- Cyanea habenata
- Cyanea hamatiflora
- Cyanea hardyi
- Cyanea heluensis
- Cyanea hirtella
- Cyanea horrida
- Cyanea humboldtiana
- Cyanea kahiliensis
- Cyanea kauaulaensis
- Cyanea kolekoleensis
- Cyanea konahuanuiensis
- Cyanea koolauensis
- Cyanea kuhihewa
- Cyanea kunthiana
- Cyanea lanceolata
- Cyanea leptostegia
- Cyanea linearifolia
- Cyanea lobata
- Cyanea longiflora
- Cyanea longissima
- Cyanea macrostegia
- Cyanea magnicalyx
- Cyanea mannii
- Cyanea maritae
- Cyanea marksii
- Cyanea mauiensis
- Cyanea mceldowneyi
- Cyanea membranacea
- Cyanea minutiflora
- Cyanea munroi
- Cyanea obtusa
- Cyanea parvifolia
- Cyanea pilosa
- Cyanea pinnatifida
- Cyanea platyphylla
- Cyanea pohaku
- Cyanea procera
- Cyanea profuga
- Cyanea pseudofauriei
- Cyanea purpurellifolia
- Cyanea pycnocarpa
- Cyanea quercifolia
- Cyanea recta
- Cyanea remyi
- Cyanea rivularis
- Cyanea salicina
- Cyanea scabra
- Cyanea sessilifolia
- Cyanea shipmanii
- Cyanea solanacea
- Cyanea solenocalyx
- Cyanea spathulata
- Cyanea st.-johnii
- Cyanea stictophylla
- Cyanea superba
- Cyanea tritomantha
- Cyanea truncata
- Cyanea undulata